# Ханиев, Магомед-Тагир Микаилович
Магомед-Тагир (Мухаммед-Тахир) Микаилович Ханиев (29 августа 2003, ст. Троицкая, Сунженский район, Ингушетия, Россия) — российский и азербайджанский борец вольного стиля. Чемпион Азербайджана.

## Карьера
Борьбой занимается с пяти лет. Выступал за клуб «Чингиз» (Назрань), первый тренер — Руслан Куштов. В мае 2017 года в Белграде выиграл Первенство Европы среди школьников. В середине июне 2018 года в венгерском городе Дьёр во второй раз стал победителем первенства Европы среди школьников. В апреле 2019 года в Иркутске одержал победу на Первенстве России среди юношей. В конце июля 2019 года в Софии выиграл Первенство мира среди кадетов. В январе 2023 года в Хасавюрте в финале первенства Дагестана среди юниоров уступил Рамазану Гаджимурадову из Кизляра. В марте 2023 года в Грозном выиграл Первенство СКФО среди юниоров и был признан лучшим борцом первого дня соревнований. В апреле 2023 года в Якутске победил на первенстве России среди юниоров до 21 года. С 2023 года представляет Азербайджан. В декабре 2023 года в Баку, одолев в финале Арсения Джиоева, стал чемпионом Азербайджана.

## Личная жизнь
Уроженец станицы Троицкая. Отца зовут Микаил, мать — Марет. Старший брат: Магомед-Башир (2002 г.р.) — также борец. Есть также младший брат (2006 г.р.), также борец, занимается в хасавюртовском УОР.

## Спортивные результаты
- Первенство Европы по борьбе U15 2017 — ;
- Первенство Европы по борьбе U15 2018 — ;
- Первенство мира по борьбе среди кадетов 2019 — ;
- Чемпионат Азербайджана по вольной борьбе 2023 — ;
- Чемпионат России по вольной борьбе 2024 — ;